# المحمودية (جزين)
المحمودية  هي إحدى القرى اللبنانية من قرى قضاء جزين في محافظة الجنوب.